# Rhadinella dysmica
Rhadinella dysmica — вид змій родини полозових (Colubridae). Мешкає в Мексиці.

## Поширення і екологія
Rhadinella dysmica відомі за кількома зразками, зібраними в горах Південної Сьєрра-Мадре в штатах Герреро і Оахака